# Alameda de Osuna (metrostation)
Alameda de Osuna is een metrostation van de metro van Madrid en het oostelijke eindpunt van Lijn 5.